# Barbus pumilus
Barbus pumilus är en fiskart som beskrevs av Boulenger, 1901. Barbus pumilus ingår i släktet Barbus och familjen karpfiskar. IUCN kategoriserar arten globalt som otillräckligt studerad. Inga underarter finns listade.